# Briggs-Halbinsel
Die Briggs-Halbinsel (englisch Briggs Peninsula, in Argentinien Península Briggs in Chile Punta Briggs) ist eine kleine Halbinsel im Nordosten der Anvers-Insel im Palmer-Archipel westlich der Antarktischen Halbinsel. Sie trennt den Inverleith Harbor im Osten von der Fournier-Bucht im Westen.
Der nordöstliche Ausläufer der Halbinsel wurde 1927 von Teilnehmern der britischen Discovery Investigations kartiert. Sie benannten sie als Briggs Point nach dem Seemann Alfred Charles Briggs (1905–1988), einem Mitglied der geodätischen Mannschaft bei dieser Forschungsreise. Das UK Antarctic Place-Names Committee nahm 1959 nach Auswertung von Luftaufnahmen eine Umbenennung vor, um der Natur des Objekts besser zu entsprechen.